# Inflatostereum
Inflatostereum là một chi nấm thuộc họ Phanerochaetaceae.